# Petroleuciscus
A Petroleuciscus a sugarasúszójú halak (Actinopterygii) osztályának pontyalakúak (Cypriniformes) rendjébe, ezen belül a pontyfélék (Cyprinidae) családjába tartozó nem.

## Rendszerezés
A nembe az alábbi 4 faj tartozik:
- ékfoltos domolykó (Petroleuciscus borysthenicus) (Kessler, 1859) - típusfaj
- Petroleuciscus esfahani Coad & Bogutskaya, 2010
- Petroleuciscus kurui (Bogutskaya, 1995)
- Petroleuciscus smyrnaeus (Boulenger, 1896)